# Timerider, le cavalier du temps perdu
Pour plus de détails, voir Fiche technique et Distribution.
Timerider, le cavalier du temps perdu (Timerider: The Adventure of Lyle Swann) est un film de science-fiction américain réalisé par William Dear, sorti en 1982.

## Synopsis
Un motocycliste égaré dans le désert croise par inadvertance le champ d'une expérience temporelle et se retrouve le 5 novembre 1877. Les gens qui le découvrent croient qu'il est le diable venu de l'enfer.
Pourchassé par une troupe de bandits dont le chef convoite son véhicule, il ne  trouvera son salut que grâce à l'aide d'une belle et indomptable jeune femme.
Retrouvé par les savants responsables de son voyage temporel, il sera sauvé in extremis mais devra abandonner la jeune femme dont il est tombé amoureux.
Mais ce voyage temporel était-il vraiment accidentel ?

## Fiche technique
- Titre original : Timerider: The Adventure of Lyle Swann
- Réalisateur : William Dear
- Scénaristes : William Dear et Michael Nesmith
- Genre : science-fiction
- Date de sortie : États-Unis : 11 décembre 1982

## Distribution
- Fred Ward : Lyle Swann
- Belinda Bauer : Claire Cygne
- Peter Coyote : Porter Reese
- Richard Masur : Claude Dorsett
- Tracey Walter : Carl Dorsett
- Macon McCalman : Dr Sam